# You Are (Lionel Richie)
You Are is een nummer van de Amerikaanse zanger Lionel Richie uit 1983. Het is de tweede single van zijn titelloze eerste soloalbum.
"You Are" is een romantisch liefdesliedje, en kent een vrolijker geluid dan veel van Richie's andere ballads. Het nummer werd een hit in Noord-Amerika, Oceanië en het Nederlandse taalgebied. Het wist in de Amerikaanse Billboard Hot 100 de 4e positie te behalen. In de Nederlandse Top 40 bereikte het nummer een bescheiden 17e positie, terwijl het in de Vlaamse Radio 2 Top 30 een plekje hoger kwam.
Zanger Richard Marx, op dat moment nog een studiomuzikant, is op het nummer te horen als achtergrondzanger.